# 埃什皮尼尔 (阿格达)
埃什皮尼尔是葡萄牙阿威罗区的一个堂区。总面积11.95平方公里，总人口2799人，人口密度234.2人/平方公里。